# Juan Maluquer
Juan Maluquer de Motes Nicolau (Barcelona, 1915-Artesa de Segre, Lérida, 1988) fue un historiador y arqueólogo español, especialista en Prehistoria y en la Edad Antigua, y particularmente en la civilización tartésica. Es padre del historiador Jordi Maluquer de Motes y del jurista Carlos Juan Maluquer de Motes.

## Biografía
Estuvo muy vinculado al Pirineo catalán, y particularmente a la Puebla de Segur. Cursó estudios universitarios de Filosofía y Letras (rama de Historia) en la Universidad de Barcelona entre los años 1931 y 1936, teniendo como profesores a figuras destacadas como Pere Bosch i Gimpera y Lluís Pericot García. Poco después de finalizada la guerra civil en 1939, comenzó a trabajar en la Universidad de Barcelona bajo la dirección del nuevo catedrático de Prehistoria, Martín Almagro Basch y en Museo Arqueológico de Barcelona, junto a otros jóvenes arqueólogos catalanes como Miquel Tarradell, Eduardo Ripoll Perelló, Pedro de Palol y Antoni Arribas Palau.
Su tesis la redactó sobre los campos de urnas. La España Prerromana fue su mundo científico, con una concepción universalista respecto de la ciencia arqueológica, para él la Arqueología era hacer Historia, su obra científica es de gran solidez, excavador nato, con un método científico excelente en palabras del profesor José María Blázquez Martínez, dejando 220 artículos de carácter arqueológico y 37 monografías fruto de sus trabajos de campo.
Excavaciones suyas de gran importancia fueron: las Excavaciones en el Cerro del Berrueco (1958), clave en el conocimiento de la Meseta en el Bronce Final, El castro de Castillejos de Sanchorreja, excavación iniciada por Juan Cabré Aguiló, Emilio Camps y Joaquín María de Navascués. 11 campañas en Cancho Roano, publicadas en 1987, que él consideró un santuario y que se trata de uno de los monumentos más importantes de la Hispania prerromana.
En 1949 obtuvo la cátedra de Prehistoria en la Universidad de Salamanca, donde creó una destacada escuela de Arqueología y fundó la revista Zephyrus. En 1959 logró la cátedra de Arqueología de la Universidad de Barcelona, fundando y dirigiendo con Lluís Pericot García la revista Pyrenae como órgano de expresión del Instituto de Arqueología y Prehistoria de esta universidad en 1965. También desempeñó el cargo de decano de la Facultad de Filosofía y Letras. En 1969 pasó a ocupar la cátedra de Prehistoria tras la jubilación de Lluís Pericot, que ocupó hasta 1985, cuando fue designado catedrático emérito. Miembro del Instituto Arqueológico Alemán de Berlín.
En 1952 se hizo cargo del Servicio de Excavaciones de Navarra. Estudió diferentes aspectos de las culturas pre y protohistóricas de Navarra, La Rioja, Álava, Norte de Aragón, y en general de la cuenca del Ebro, realizando excavaciones en los términos navarros de Navascués, Urdax, Fitero y Cortes de Navarra, trabajando en el yacimiento hallstático de este último lugar. Estudió numerosos dólmenes en la zona del Roncal, y en la de Artajona analizó los megalitos, junto a Francisco Medrano, localizando un yacimiento de superficie. Entre 1959 y 1964 llevó a cabo varias campañas, estableciendo la estratigrafía del covacho de Berroberría en Urdax.
En 1956 publicó el estudio sobre la necrópolis de incineración en la Atalaya de Cortes en colaboración con Vázquez de Parga, quien había realizado anteriormente las excavaciones. A continuación, en 1957, apareció el segundo volumen monográfico con el análisis e interpretación del yacimiento del Cerro de la Cruz en Cortes, en el que se difundía el alcance de sus investigaciones.
La investigación sobre Tartessos fue una de las líneas de trabajo favoritas del Profesor Maluquer de Motes, con especial atención al estudio de las comunidades prerromanas de Andalucía y Extremadura, especialmente tartesias e iberas, destacando entre los trabajos publicados en este marco las intervenciones junto a María Eugenia Aubet Semmler en la necrópolis de Setefilla (Lora del Río, Sevilla), y del propio Maluquer de Motes en el palacio-santuario de Cancho Roano (Zalamea de la Serena, Badajoz).
La convocatoria y desarrollo del V Simposio de Protohistoria peninsular, celebrado en Jerez de la Frontera en 1968, marcó un hito importante el conocimiento e investigación de Tartessos y de la Arqueología fenicio-púnica, aunque en esa época, todavía había distancias entre las investigaciones sobre la colonización fenicia y la cultura tartésica. En palabras del propio Maluquer de Motes: “Tartessos para nosotros simboliza la primera cultura urbana occidental. Su estudio y conocimiento es una obligación ineludible de nuestra generación ", y que resumiría dos años más tarde en la publicación de su monografía Tartessos, reeditada en diversas ocasiones, y que puede considerarse como la primera síntesis sobre el tema. Poniendo fin según Francisco Gracia Alonso a la corriente determinista de Adolf Schulten (1924-1945).
Aunque su dedicación al ámbito de estudio de las lenguas y escrituras paleohispánicas fue secundaria, cabe destacar que fue el primero en sugerir (1968) la existencia de un sistema gráfico en el signario ibérico nororiental (levantino) que permitía diferenciar los silabogramas oclusivos sordos de los sonoros, mediante un trazo añadido en el silabograma que representaba la sorda.
Especialmente conocido es el plan que impulsó para el estudio de las Humanidades, conocido como Plan Maluquer, que revolucionó las facultades de Filosofía y Letras durante la dictadura, dirigiendo desde 1974 la Comisaría Nacional de Excavaciones.
En 1977 es nombrado Subdirector General de Arqueología, cargo que desempeñará hasta el 22 de diciembre de 1978, cuando será reemplazado por Luis Caballero Zoreda
Entre sus proyectos de investigación destacan las excavaciones del Alto de la Cruz (Cortes de Navarra), del Puig de Sant Andreu (Ullastret), del Molí de l’Espígol (Tornabous), de La Palma (Tortosa), Santa Bárbara (Mianes), Puente Tablas (Jaén) y Cancho Roano (Zalamea de la Serena).

## Obras
- Maluquer de Motes, Juan (1947). Las culturas hallstáticas en Cataluña.
- Maluquer de Motes, Juan (1956). Carta arqueológica de Salamanca.
- Maluquer de Motes, Juan (1954). El yacimiento hallstático de Cortes de Navarra. Pamplona: Inst. Príncipe de Viana.
- Maluquer de Motes, Juan (1970). Tartessos. La ciudad sin historia. Barcelona: Destino.
- Maluquer de Motes, Juan (1982). Catálogo provisional de los poblados ibéricos del Principado.
- Maluquer de Motes, Juan (1984). Problemática general del Hierro en Occidente.
- Maluquer de Motes, Juan (1986). Arquitectura y urbanismo ibérico en Cataluña. Barcelona.
- Maluquer de Motes, Juan (1951). Arquitectura prehistórica. Barcelona: Ed. Argos.
- Pericot, Luis / Maluquer de Motes, Juan (1958). La humanidad prehistórica.
- Maluquer de Motes, Juan (1985). La civilización de Tartesos. Granada. Talleres De Ediciones Anel. Editoriales Andaluzas Unidas, S. A.
- Maluquer de Motes, Juan. La Historia prerromana
- Maluquer, J., Balil, A., Blázquez, J. M. y Orlandis, J. (1973). Volumen 1: La Antigüedad. En V. Vázquez de Prada (dir): Historia económica y social de España.
- Maluquer de Motes, Juan (1975). «Formación y desarrollo de la cultura castreña», I Jornadas de Metodología Aplicada a las Ciencias Históricas: Prehistoria e Historia Antigua, págs. 269-284, Santiago de Compostela.
- Maluquer, J. / Aubet, Mª Eugenia (1981). Andalucía y Extremadura. Programa De Investigaciones Protohistóricas, 1. Madrid. CSIC.
- Maluquer de Motes, Juan (1954). La Edad de Hierro en la Cuenca del Ebro y la Meseta Centras española. Madrid, en IV Congreso Internacional de Ciencias Prehistóricas y Protohistóricas.
- Maluquer de Motes, Juan (1966). El impacto colonial griego y el comienzo de la vida urbana en Cataluña. Discurso leído en el Instituto de Estudios Ilerdenses, en la sesión dedicada a San Isidoro. Consejo Superior de Investigaciones Científicas. Barcelona: Gráficas Marina, 1966.
- Maluquer de Motes, Juan (1950). Exploraciones y viajes en el mundo antiguo. Barcelona: Instituto Transoceánico Ediciones S.L. 1950.
- Maluquer de Motes, Juan (1958). El Castro de los Castillejos en Sanchorreja. Estudio de las excavaciones realizadas por D. Juan Cabré, D. Joaquín María de Navascués, y D. Emilio Camps, de 1931 a 1935. Ávila-Salamanca, 1958.
- Maluquer de Motes, Juan (1981-82). El Santuario protohistórico de Zalamea de la Serena. T. I (1978-1981) y T. II (1981-1982). Madrid: CSIC. Programa de investigaciones protohistóricas 4-5.
- Maluquer de Motes, Juan (1943). El hierro. Barcelona: Seix Barral Hnos. 1943.
- Maluquer de Motes, Juan (et al.) (1954). España Prerromana. Etnología de los Pueblos de Hispania. Textos de Antonio García Bellido, Blas Taracena y Julio Caro Baroja. Madrid, Espasa - Calpe, 1954 ( Historia de España, Tomo I, Volumen III).
- Maluquer de Motes, Juan / Vázquez de Parga, Luis (1957) Excavaciones en Navarra, vol. V (1953 - 1956). Pamplona: Edit. Diputación Foral de Navarra - Institución Príncipe de Viana.
- Pericot García, Luis. Maluquer de Motes, Juan (1969) La humanidad prehistórica. Madrid. Salvat Editores. 1969. Libro RTVE, 25.
- Maluquer de Motes, Juan (1951). Investigaciones arqueológicas en el Pallars III. La cueva de Les Llenes de Eriñá (Lérida). Zaragoza: Consejo Superior de Investigaciones Científicas.
- Maluquer de Motes, Juan (1949). Investigaciones arqueológicas en el Pallars-I: la cueva de Toralla. Zaragoza, 1949. Monografías del Instituto de Estudios Pirenaicos.
- Maluquer de Motes, Juan (1951). Investigaciones arqueológicas en el Pallars. II - La cueva sepulcral del Forat Negre de Serradell (Lérida). Zaragoza, C.S.I.C. - Monografías del Instituto de Estudios Pirenaicos, 1951.
- Maluquer de Motes, Juan (1968). Epigrafía prelatina de la península ibérica. Barcelona